# Runaljod – gap var Ginnunga
Runaljod – gap var ginnunga (staronordijski: "Zvuk runa – Procjep bijaše velik") debitantski je studijski album norveškog sastava nordijske narodne glazbe Wardruna. Diskografske kuće Indie Recordings i Fimbulljóð Productions objavile su ga 19. siječnja 2009. godine.

## O albumu
Uradak je prvi dio trilogije Runaljod (koja se nastavila na idućim dvama Wardruninim albumima), koju su nadahule dvadeset i četiri drevne rune starijeg futharka. 
Tekstove pjesama Kvitrafn je napisao na norveškom, staronordijskom i pranordijskom jeziku. Sastav se tijekom snimanja albuma služio nordijskim tradicionalnim udaraljkama i gudačkim glazbalima.

## Popis pjesama
Tekstovi i glazba: Kvitrafn. 
| 1.    | »Ár var alda« (instrumental) | U davnim vremenima | 2:19 |
| 2.    | »Hagal«                      | Slava              | 7:40 |
| 3.    | »Bjarkan«                    | Breza              | 5:53 |
| 4.    | »Løyndomsriss«               | Tajni kip          | 3:15 |
| 5.    | »Heimta Thurs«               | Prizivanje divova  | 4:18 |
| 6.    | »Thurs«                      | Div                | 1:16 |
| 7.    | »Jara«                       | Godina             | 5:02 |
| 8.    | »Laukr«                      | Poriluk            | 4:05 |
| 9.    | »Kauna«                      | Čir                | 2:34 |
| 10.   | »Algir – Stien klarnar«      | Los – Put se čisti | 4:17 |
| 11.   | »Algir – Tognatale«          | Los – Tihi govor   | 5:39 |
| 12.   | »Dagr«                       | Dan                | 5:38 |
| 51:56 |                              |                    |      |

## Zasluge
| Wardruna - Lindy Fay Hella – vokali - Gaahl – vokali - Hallvard Kleiveland – violina (na pjesmama 7 i 10) - Kvitrafn – vokali, sva glazbala, snimanje, tonska obrada, miksanje, masteriranje | Ostalo osoblje - Herbrand Larsen – miksanje - Morten Lund – masteriranje - Christian Selchow – fotografija - Lothar Knopp – fotografija - Paco Espinoza – fotografija - sbv033 – fotografija - Øivind – fotografija, ilustracije |